# دانشگاه بیل‌کند
دانشگاه بیلکنت (به ترکی استانبولی: Bilkent Üniversitesi) یکی از دانشگاه‌های غیرانتفاعی ترکیه واقع در شهر آنکارا است. بیلکنت مخفف bilim kenti به معنی شهر دانش است. این دانشگاه در رتبه‌بندی سال ۲۰۱۱–۲۰۱۲ بهترین دانشگاه‌های دنیا که توسط مؤسسه تایمز انجام شده رتبه ۲۰۴ جهان را بدست آورده‌است. این دانشگاه با داشتن اساتيد سرشناس توانسته  همتراز دانشگاه هاي برتر دنيا سطح آموزشی و تحقیقاتی خود را بالا ببرد. این دانشگاه بر اساس همین رتبه‌بندی بهترین دانشگاه خاورمیانه‌ بعد از دانشگاه آمریکایی بیروت در لبنان است.
این دانشگاه به عنوان اولین دانشگاه خصوصی ترکیه در سال۱۹۸۴ تأسیس شد. زبان آموزشی دانشگاه انگلیسی است. دارای ۷ دانشکده، ۲ مدرسه عالی، ۳ مدرسه عالی شغلی و یک مرکز آموزش فنون موسیقی است. این دانشگاه بیش از ۱۱ هزار دانشجو و یک هزار هیئت علمی دارد.
فعالیت‌های فرهنگی: فعالیت اجتماعی و فرهنگی دانشجویان از طرف شورای دانشجویان به مرحله اجرا گذاشته می‌شود. تمامی دانشجویان دانشگاه می‌توانند به عضویت شورای مذکور دربیایند. انجمن‌های دانشجویی دانشگاه در زمینه‌های مختلف فعالیت می‌کنند.

## رتبه‌بندی
دانشگاه بیل‌کند بر اساس رتبه‌بندی مؤسسه QS در سال ۲۰۱۹ در رده ۴۵۶ برترین دانشگاه‌های جهان قرار دارد و دومین دانشگاه برتر ترکیه معرفی شده‌است این در حالی است که بر اساس رتبه‌بندی مؤسسه تایمز در بین ۶۰۰ دانشگاه برتر جهان قرار دارد.
این دانشگاه در سال ۲۰۲۳ موفق شد تا رتبه ۵۰۰ تا ۱۰۰۰ را در میان دانشگاه‌های جهان کسب کند.

## رشته‌های موجود در دانشگاه
- دانشکده علوم پایه: فیزیک، شیمی، ریاضیات، زیست‌شناسی مولکولی و ژنتیک
- دانشکده هنرهای زیبا: معماری داخلی و طراحی محیط، معماری شهرسازی و روستایی
- دانشکده اقتصاد، اداری و علوم اجتماعی: اقتصاد، علوم سیاست و مدیریت عمومی، روابط بین‌الملل،
- دانشکده علوم انسانی و ادبیات: فرهنگ و ادبیات آمریکایی، باستان‌شناسی و تاریخ هنر، زبان و ادبیات انگلیسی
- دانشکده مدیریت: مدیریت
- دانشکده مهندسی: مهندسی رایانه، مهندسی الکتریک - الکترونیک، مهندسی صنایع
- مدرسه عالی مدیریت توریسم و هتلداری: تکنولوژی رایانه و سیستم‌های اطلاع‌رسانی، مدیریت بهره‌برداری، مدیریت توریزم و هتل داری.
- مدرسه عالی زبان‌های خارجی قابل اجرا: بانکداری و امور مالی، سیستم‌های علم محاسبه، مترجمی (انگلیسی، فرانسه و ترکی)